# Thạch hoa đầu
Pierranthus capitatus là một loài thực vật có hoa thuộc họ Linderniaceae. Nó cũng là loài duy nhất của chi Pierranthus, được Gustave Henri Bonati mô tả khoa học lần đầu tiên năm 1908 dưới danh pháp Vandellia capitata. Năm 1912 tác giả dựng lên chi Pierranthus và chuyển nó sang chi này.

## Phân bố
Loài này có ở Việt Nam và Thái Lan. Tại Việt Nam nó được gọi là thạch hoa đầu.

## Mô tả
Cỏ một năm, cao 7-20 cm, có lông phún thưa. Lá có phiến hẹp nhọn, dài 12-30 mm, một gân, có lông mịn thưa. Phát hoa dày như hoa đầu ở ngọn, có tổng bao do lá hoa có đáy phù thành tai rìa lông dài 5 mm, có lông mặt ngoài; vành vàng, cao 6-7 mm, môi 2; tiểu nhụy 4. Nang nhỏ, cao 3 mm, ngắn hơn dài; hột dài 0,3 mm.

## Môi trường sống
Rừng thay lá, ở cao độ 300-900m, tại Sông Bé, núi Dinh.